# 托马斯·斯文松
托马斯·斯文松（瑞典語：Tomas Svensson，1968年2月15日—），瑞典男子手球运动员。他曾代表瑞典参加1992年、1996年和2000年夏季奥林匹克运动会手球比赛，共获得三枚银牌。其退役後出任瑞典國家手球隊守門員教練以及巴塞羅那手球隊助理教練。